# Wagneria lacrimans
Wagneria lacrimans är en tvåvingeart som först beskrevs av Camillo Rondani 1861.  Wagneria lacrimans ingår i släktet Wagneria och familjen parasitflugor. Inga underarter finns listade i Catalogue of Life.